# This Is Me
"This Is Me" is een single van Demi Lovato, geschreven door Julie Brown, Paul Brown, Regina Hicks en Karen Gist. Het is een liedje uit de film Camp Rock. Het nummer werd in Amerika in juni 2008 op iTunes vrijgegeven, vanuit het album.

## Nederlandse Versie
Toen de film Camp Rock in Nederland uitkwam werd als Nederlandse soundtrack het liedje ingezongen door Nikki Kerkhof, de winnares van Idols. In eerste instantie was er wat verwarring over de tweede single van de Idols-winnares. Vlak na This Is Me kwam namelijk het nummer Bring Me Down uit. Dit bleek echter haar tweede single te zijn.